# Ratusz w Łaziskach Górnych
Ratusz w Łaziskach Górnych – siedziba władz miejskich Łazisk Górnych znajdująca się przy Placu Ratuszowym.
Budynek został wzniesiony w 1927 roku w nowoczesnym, w owym czasie, stylu funkcjonalistycznym, na planie zbliżonym do litery “L”. Początkowo był odgrodzony od ulic płotem. Oba skrzydła ratusza nakrywa dach czteropołaciowy. Na styku brył znajduje się wieża z małymi zegarami i głównym wejściem. Sama budowla z zewnątrz wygląda skromnie. Elewacje nie są ozdobione detalami architektonicznymi, poza gzymsem oddzielającym kondygnacje. Swoją bryłą nawiązuje do górniczych szybów. Budowla zachowała do czasów współczesnych swoją oryginalną funkcję, a więc jest siedzibą władz samorządowych (w momencie budowy Łaziska nie posiadały jeszcze praw miejskich). Nigdy nie została uszkodzona i do tej pory można ją oglądać w całej okazałości.
W przeszłości w ratuszu mieścił się także posterunek policji.